# ارن ووردم

ارن ووردم (زادهٔ ۷ اکتبر ۱۹۸۸) یک هنرپیشهٔ اهل ترکیه است. خانوادهٔ ارن ووردم جزء مهاجران قفقازی هستند و پدرش معلم بوده‌است. او فارغ‌التحصیل رشتهٔ تئاتر از دانشگاه هالیچ است. ارن اولین بازی خود را در سال ۲۰۰۹ با بازی در سریال «حساب کردن» آغاز کرد و پس از آن در سریال به عمد بپرس، در کنار بازیگرانی همچون آچلیا توپال اوغلو، جان یامان، جم بلوی و نیلای دورو به هنرنمایی پرداخت. او همچنین در سال ۲۰۱۳ با بازی در فیلم جن، بازی خوبی از خود به نمایش گذاشت. بازی اخیر ارن در سریال «قول» و در کنار بازیگرانی چون ایلایدا ایلدیر، تولگا سارتاش، نیهات آلتین کایا، بوراک سوینچ و گورکم سویندیک بوده‌است. ارن در این سریال نقش آتش آچار را بر عهده دارد که یک افسر اطلاعاتی و در عین حال یک سرباز وطن‌پرست است.

## فیلم‌شناسی
| Television series | Television series                  | Television series  | Television series | Television series |
| Year              | Title                              | Role               | Notes             |                   |
| ----------------- | ---------------------------------- | ------------------ | ----------------- | ----------------- |
| ۲۰۰۹              | Hesaplaşma                         |                    | نقش مکمل          |                   |
| ۲۰۱۰–۲۰۱۲         | Şefkat Tepe                        | ارهان              | نقش مکمل          |                   |
| ۲۰۱۲              | Şubat                              | مويو               | نقش مکمل          |                   |
| ۲۰۱۳              | خیابان‌های پشتی                     | عثمان              | بازیگر مهمان      |                   |
| ۲۰۱۵–۲۰۱۶         | İnadına Aşk                        | Çınar Barutçu      | نقش مکمل          |                   |
| ۲۰۱۷–۲۰۱۹         | قول                                | Başçavuş Ateş Acar | نقش مکمل          |                   |
| ۲۰۱۹–۲۰۲۰         | تاسیس : عثمان                      | Konur Alp          | نقش مکمل          |                   |
| ۲۰۲۰–۲۰۲۱         | بی‌صداقت                            | Mert Gelik         | نقش مکمل          |                   |
| Film              |                                    |                    |                   |                   |
| Year              | Title                              | Role               | Notes             |                   |
| ۲۰۱۵              | آخرین نامه                         | Erenköy Asker      | نقش مکمل          |                   |
| ۲۰۱۶              | Yolculuk                           |                    | نقش مکمل          |                   |
| ۲۰۱۷              | Sümela'nın Şifresi 3: Cünyor Temel | Oğuzubillah        | نقش مکمل          |                   |
| ۲۰۱۷              | Kurt Kapanı                        | Yavuz              | نقش مکمل          |                   |
| ۲۰۱۹              | لطفا نرو                           |                    | نقش اصلی          |                   |
| ۲۰۲۰              | Türkler Geliyor: Adaletin Kılıcı   |                    | نقش مکمل          |                   |